# Teb

Teb (El Teb) är en grupp av oaser i Nubien, vid vägen från Trinkitat (en hamn vid Röda havet) till Fort Tokar. Där besegrade den 4 februari 1884 mahdistanföraren Osman Digna en brittisk-egyptisk kår på 3 700 man.
Den 29 februari 1884 blev emellertid Osman Digna (med 7 000 man) själv slagen av en vid Suakin landstigen brittisk kår på 3 000 man infanteri och 700 ryttare under befäl av general Graham, som därefter besatte det 10 km avlägsna Tokar.